# Náhubek

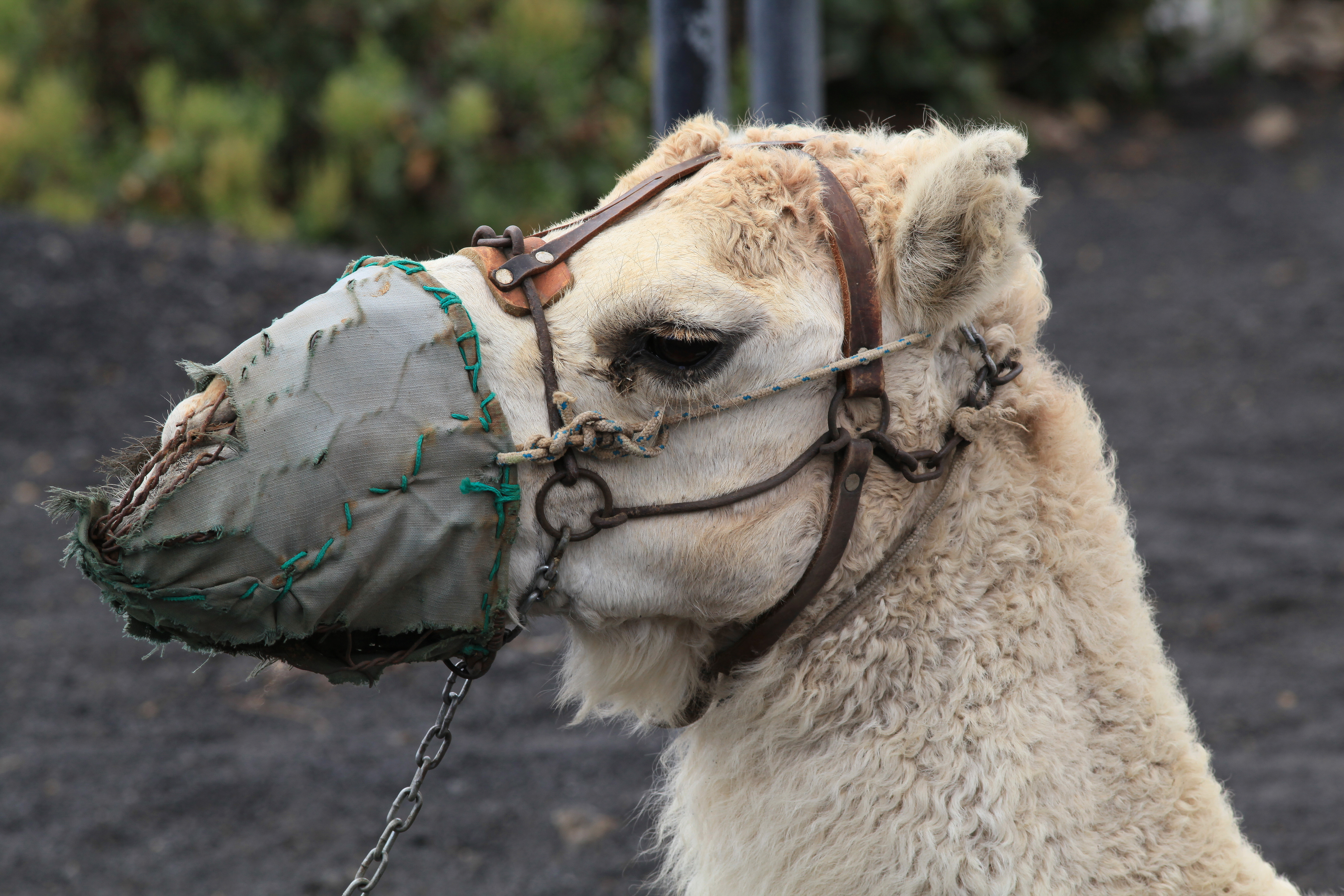
Velbloud s náhubkem

Náhubek je ochranný košík pro zvířata, obvykle pro psy nebo koně. U psů slouží často k ochraně před případným kousnutím, u koní často k omezení příjmu potravy, pasení. Košíky mají různé materiály, velikosti a konstrukci uzpůsobenou pro daný účel nebo druh zvířete.